# Championnat du monde junior de hockey sur glace 2004
Navigation
Édition précédente Édition suivante
Le Championnat du monde junior de hockey sur glace 2004 a eu lieu entre le 26 décembre 2003 et le 5 janvier 2004 à Helsinki et à Hämeenlinna en Finlande. Les États-Unis ont remporté leur première médaille d'or en battant le Canada 4-3 en finale.

## Résultats

### Groupe A
|            | PJ | V | D | N | BP | BC | Pts |
| ---------- | -- | - | - | - | -- | -- | --- |
| États-Unis | 4  | 4 | 0 | 0 | 21 | 4  | 8   |
| Slovaquie  | 4  | 2 | 1 | 1 | 9  | 7  | 5   |
| Russie     | 4  | 2 | 1 | 1 | 11 | 10 | 5   |
| Suède      | 4  | 1 | 3 | 0 | 13 | 10 | 2   |
| Autriche   | 4  | 0 | 4 | 0 | 1  | 24 | 0   |

Toutes les parties se sont jouées à Hämeenlinna sauf indication contraire 

#### 26 décembre
- Slovaquie 2-2 Russie
- États-Unis 8-0 Autriche

#### 27 décembre
- Suède 7-0 Autriche

#### 28 décembre
- Russie 5-3 Suède (à Helsinki)
- États-Unis 5-0 Slovaquie

#### 29 décembre
- Russie 3-1 Autriche

#### 30 décembre
- États-Unis 4-3 Suède
- Slovaquie 6-0 Autriche

#### 31 décembre
- États-Unis 4-1 Russie
- Slovaquie 1-0 Suède

### Groupe B
|                    | PF | V | D | N | BP | BC | Pts |
| ------------------ | -- | - | - | - | -- | -- | --- |
| Canada             | 4  | 4 | 0 | 0 | 25 | 4  | 8   |
| Finlande           | 4  | 3 | 1 | 0 | 19 | 6  | 6   |
| République tchèque | 4  | 2 | 2 | 0 | 14 | 9  | 4   |
| Suisse             | 4  | 1 | 3 | 0 | 14 | 11 | 2   |
| Ukraine            | 4  | 0 | 4 | 0 | 1  | 43 | 0   |

Toutes les parties se sont jouées à Helsinki sauf indication contraire 

#### 26 décembre
- République tchèque 8-0 Ukraine
- Canada 3-0 Finlande

#### 27 décembre
- Suisse 11-0 Ukraine

#### 28 décembre
- Canada 7-2 Suisse
- Finland 3-2 République tchèque (à Hämeenlinna)

#### 29 décembre
- Canada 10-0 Ukraine

#### 30 décembre
- République tchèque 2-1 Suisse
- Finlande 14-1 Ukraine

#### 31 décembre
- Canada 5-2 République tchèque
- Finlande 2-0 Suisse

### Poule de relégation
Toutes les parties se sont jouées à Hämeenlinna.

#### 2 janvier
- Suède 4-0 Ukraine
- Suisse 6-2 Autriche

#### 3 janvier
- Autriche 2-2 Ukraine
- Suède 4-3 Suisse

L'Autriche et l'Ukraine sont relégués dans la Division I pour le Championnat du monde junior de hockey sur glace 2005'

### Ronde éliminatoire
(Toutes les parties se sont jouées à Helsinki)

#### Quart de finale
2 janvier
- République tchèque 4-2 Slovaquie
- Finlande 4-3 Russie

#### Demi-finales
3 janvier 
- États-Unis 2-1 Finlande
- Canada 7-1 République tchèque

#### Partie pour la5eplace
4 janvier
- Russie 3-2 Slovaquie

#### Partie pour la médaille de Bronze
5 janvier 
- Finlande 2-1 République tchèque

#### Finale
5 janvier
- États-Unis 4-3 Canada

### Classement
| Rang | Équipe     |
| 1    | États-Unis |
| 2    | Canada     |
| 3    | Finlande   |
| 4    | Tchéquie   |
| 5    | Russie     |
| 6    | Slovaquie  |
| 7    | Suède      |
| 8    | Suisse     |
| 9    | Autriche   |
| 10   | Ukraine    |

### Meilleurs pointeurs
|                   | B | A | Pts |
| ----------------- | - | - | --- |
| Nigel Dawes       | 6 | 5 | 11  |
| Zach Parisé       | 5 | 6 | 11  |
| Anthony Stewart   | 5 | 6 | 11  |
| Valtteri Filppula | 4 | 5 | 9   |
| Sami Lepistö      | 4 | 4 | 8   |

### Distinction

#### Équipe étoile
Gardien: 
 Al Montoya
Défense: 
 Dion Phaneuf, 
 Sami Lepistö
Attaque: 
 Zach Parisé, 
 Valtteri Filppula, 
 Jeff Carter

#### Joueur le plus utile
Zach Parisé

## Résultats Division I
Le championnat de Division I s'est joué du 14 au 20 décembre 2003 à Berlin en Allemagne pour le groupe A et du 13 au 19 décembre 2003 à Briançon en France pour le groupe B.

### Groupe A
|            | PJ | G | D | N | BP | BC | Pts |
| ---------- | -- | - | - | - | -- | -- | --- |
| Allemagne  | 5  | 3 | 0 | 2 | 29 | 10 | 8   |
| Danemark   | 5  | 3 | 1 | 1 | 23 | 16 | 7   |
| Slovénie   | 5  | 3 | 2 | 0 | 18 | 19 | 6   |
| Lettonie   | 5  | 2 | 1 | 2 | 35 | 19 | 6   |
| Kazakhstan | 5  | 1 | 3 | 1 | 16 | 19 | 3   |
| Hongrie    | 5  | 0 | 5 | 0 | 8  | 46 | 0   |

### Groupe B
A Briançon, Patinoire René Froger
|             | PJ | V | D | N | BP | BC | Pts |
| ----------- | -- | - | - | - | -- | -- | --- |
| Biélorussie | 5  | 5 | 0 | 0 | 34 | 11 | 10  |
| Norvège     | 5  | 3 | 2 | 0 | 21 | 10 | 6   |
| France      | 5  | 3 | 2 | 0 | 22 | 16 | 6   |
| Italie      | 5  | 3 | 2 | 0 | 15 | 18 | 6   |
| Estonie     | 5  | 1 | 4 | 0 | 9  | 33 | 2   |
| Japon       | 5  | 0 | 5 | 0 | 9  | 22 | 0   |

#### Étoiles
- Meilleur gardien : Matthias Gundersen (Norvège).
- Meilleur défenseur : Nicolas Besch (France).
- Meilleur attaquant : Konstantin Zakharov (Biélorussie).

L'Allemagne et la Biélorussie montent en élite pour le championnat du monde junior de hockey sur glace 2005, la Hongrie et le Japon sont relégués à la Division II.

## Résultats Division II
Le championnat de la Division II  s'est joué du 28 décembre 2003 au 31 janvier 2004 à Sosnowiec en Pologne pour le Groupe A et entre le 5 et le 11 janvier à Kaunas et Elektrenai pour le Groupe B.

### Groupe A
|          | PJ | G | P | N | BP | BC | Pts |
| -------- | -- | - | - | - | -- | -- | --- |
| Pologne  | 5  | 5 | 0 | 0 | 59 | 4  | 10  |
| Roumanie | 5  | 3 | 1 | 1 | 44 | 16 | 7   |
| Pays-Bas | 5  | 3 | 2 | 0 | 32 | 19 | 6   |
| Espagne  | 5  | 2 | 2 | 1 | 21 | 32 | 5   |
| Belgique | 5  | 1 | 4 | 0 | 16 | 31 | 2   |
| Islande  | 5  | 0 | 5 | 0 | 10 | 80 | 0   |

### Groupe B
|                      | PJ | G | D | N | BP | BC | Pts |
| -------------------- | -- | - | - | - | -- | -- | --- |
| Royaume-Uni          | 5  | 5 | 0 | 0 | 38 | 5  | 10  |
| Corée du Sud         | 5  | 4 | 1 | 0 | 45 | 7  | 8   |
| Croatie              | 5  | 2 | 3 | 0 | 18 | 18 | 4   |
| Serbie-et-Monténégro | 5  | 2 | 3 | 0 | 15 | 21 | 4   |
| Lituanie             | 5  | 2 | 3 | 0 | 12 | 25 | 4   |
| Afrique Du Sud       | 5  | 0 | 5 | 0 | 4  | 56 | 0   |

La Pologne et le Royaume-Uni montent dans la Division I pour le championnat 2005, l'Islande et l'Afrique du Sud sont reléguées dans la Division III pour le championnat 2005'

## Résultats Division III
Le championnat de la division III s'est tenu entre le 5 et le 11 janvier 2004 à Sofia en Bulgarie
|                               | Pj | G | D | N | BP | BC | Pts |
| ----------------------------- | -- | - | - | - | -- | -- | --- |
| Australie                     | 5  | 5 | 0 | 0 | 42 | 13 | 10  |
| République populaire de Chine | 5  | 4 | 1 | 0 | 41 | 20 | 8   |
| Mexique                       | 5  | 3 | 2 | 0 | 25 | 16 | 6   |
| Turquie                       | 5  | 1 | 4 | 0 | 10 | 38 | 2   |
| Bulgarie                      | 5  | 1 | 4 | 0 | 13 | 34 | 2   |
| Nouvelle-Zélande              | 5  | 1 | 4 | 0 | 10 | 30 | 2   |

L'Australie et la République populaire de Chine montent dans la Division II pour le championnat 2005.

## Source
- (en) Cet article est partiellement ou en totalité issu de l’article de Wikipédia en anglais intitulé « 2004 World Junior Ice Hockey Championships » (voir la liste des auteurs).